# AS-19
La AS-19 es una vía de comunicación que pertenece a la Red Regional de Carreteras del Principado de Asturias. Tiene una longitud de 15,8 km y une las localidades de El Empalme y Avilés, atravesando los concejos asturianos de Gijón, Carreño, Corvera de Asturias y Avilés.

## Recorrido
Se inicia en la A-8, y tras un enlace al polígono industrial de Somonte, enlaza con la primitiva carretera N-632, que ahora es una vía urbana y que atravesaba Gijón, a la altura de Puente Seco.
Justo después, un viaducto salva la antigua zona industrial anexa, y desciende después de Veriña y Muniello. Este tramo ha sido renombrado como la nueva carretera GJ-10, perteneciente al Estado ya que conforma un itinerario de interés general.
Salvando, así, la aldea (ya muy deteriorada) de Muniello, y tras esquivar otro pequeño poblado más situado a la derecha, deja a su izquierda el desvío a la necrópolis de Monte Areo. Luego, tras El Empalme, donde se cruza con la carretera de Aboño, la AS-118 y la AS-388 que se dirigen a Candás y Luanco, para internarse en una zona peligrosa con varios rasantes notables, y limitada a 90 km/h. Se discurre por Guimarán y Ambás de esta forma.
Tras varios kilómetros, llegamos a la cuesta de Logrezana. Es un descenso prolongado, que ha sufrido una dramática mejora de su trazado, estando las antiguas curvas, muy peligrosas, cubiertas ya con vegetación y completamente intransitables.
La glorieta de Logrezana nos conecta con la AS-110 que conecta con Candás, la AS-327 que va hasta Cancienes, y se interna en Tabaza pasando junto a las instalaciones de Arcelor en un tramo recientemente reasfaltado, muy ancho y bien señalizado.
La siguiente población, Trasona, comienza poco antes de la glorieta que nos conecta con Parqueastur y con la AS-389, que llega hasta Los Campos.
La travesía periurbana de Trasona, y dejando el barrio industrial de Llaranes a la izquierda, es la última sección de la AS-19, la cual finaliza en la posterior intersección con la AS-392 y la autovía AI-81. En este punto, la carretera nacional recupera su denominación como la N-632a, internándose en Avilés.

## Denominaciones antiguas del Plan Peña
Antes de la entrada en vigor en 1989 el Nuevo catálogo de Carreteras del Gobierno del Principado de Asturias, todas las carreteras del territorio asturiano estaban clasificadas en 4 categorías, 5 si se incluían las autovías y autopistas construidas previamente o en proceso de construcción:
- Carreteras Nacionales, de color rojo.

- Carreteras Comarcales, de color verde.

- Carreteras Locales, de color amarillo.

- Carreteras Provinciales, de color azul.

Las denominaciones de las carreteras Nacionales y Comarcales fueron establecidas en el Plan Peña entre 1939 y 1940, con identificadores con las siglas N y C respectivamente y siguiendo un sistema radial con Madrid como punto de referencia para la asignación de las claves de todas las carreteras, explicado más a detalle en los Anexos de las carreteras Nacionales y Comarcales de España.
En cambio las denominaciones de las carreteras Locales y Provinciales no se asignaron hasta 1961, año en el que las Jefacturas Provinciales de Carreteras, excluyendo las de Álava y Navarra por ser Comunidades Forales y que por ello aplicaron sistemas propios y realizaron la organización y denominación de todas las carreteras no comprendidas en Nacionales y Comarcales que discurriesen por su territorio.
Para ello, se adoptaron para cada provincia las siglas de 1 o 2 letras utilizadas en las matrículas de los vehículos para las carreteras Locales, en este caso la O de Oviedo para Asturias, y las mismas siglas con las letras P o V intercaladas con la clave numérica u otras siglas completamente distintas con otros significados, como en el caso particular de Asturias por el uso de las siglas CP de "Carretera Provincial".
Al realizarse dicho cambio en las denominaciones de las carreteras del Principado de Asturias, la AS-19 estaba formada por 1 carretera Nacional:
| Identificador | Denominación         | Itinerario comprendido por la nueva denominación                          |
| ------------- | -------------------- | ------------------------------------------------------------------------- |
| N-632         | Ribadesella - Canero | Gijón - Avilés, transferido por el MOPU en 1984 al Principado de Asturias |

## Denominaciones actuales del Principado de Asturias
Con respecto al paso del tiempo y los cambios temporales o permanentes de tráfico por la existencia o eliminación de vías alternativas, la Consejería de Medio Rural y Cohesión Territorial del Principado de Asturias realiza diversos cambios a las denominaciones de algunas carreteras por sus cambios de condiciones de calzada y firme, Intensidad Media Diaria (I.M.D.) e importancia con respecto a la vertebración y comunicación del territorio.
Dichos cambios se centran en la asignación de nuevas denominaciones a causa de la construcción de nuevas carreteras o las que vieron su denominación anterior modificada, ya fuese de una categoría superior o inferior. Aparte de crear nuevas denominaciones, también hay algunas antiguas que se eliminan a causa del cambio de categoría, también producido por haber pertenecido a una categoría superior o inferior a la original o, en otros casos, haber sido unificada con otra carretera existente, formando nuevos ejes con cierta continuidad e importancia.
Todos estos cambios se encuentran reflejados en los siguientes catálogos de Carreteras del Principado de Asturias publicados posteriormente al original:
- Catálogo de la Red de Carreteras del Principado de Asturias de 2007[3]

- Catálogo de la Red de Carreteras del Principado de Asturias de 2008[4]

- Catálogo de la Red de Carreteras del Principado de Asturias de 2017[5]

- Catálogo de la Red de Carreteras del Principado de Asturias de 2019[6]

En este caso, la AS-19 originalmente discurría por un antiguo trazado entre Veriña y El Empalme, pasando a tener la denominación de AS-19a en el tramo mencionado tras la aprobación del Catálogo de 2007. Posteriormente, este tramo antiguo fue denominado GI-6 en el Catálogo de 2017, haciendo que la denominación de AS-19a desaparezca del catálogo por haber sido modificada por otra.
Aparte, en el año 2017 el tramo de Tremañes a El Empalme fue cedido al Ministerio de Fomento por parte del Gobierno del Principado de Asturias para pasar a denominarse GJ-10.